# العاهل: تراث الوحوش
العاهل: تراث الوحوش (بالإنجليزية: Monarch: Legacy of Monsters)‏ هو مسلسل تلفزيوني أمريكي عن الوحوش أنشأه كريس بلاك وقام بتطويره بلاك ومات فراكشن لخدمة البث المباشر أبل تي في + استنادًا إلى غودزيلا بواسطة توهو (شركة) من إنتاج ليجنداري إنترتينمنت. يتتبع المسلسل أعضاء منظمة مونارك أثناء مواجهتهم لغودزيلا ووحوش أخرى، تُعرف باسم "الجبابرة"، على مدى نصف قرن، في أعقاب أحداث جودزيلا (2014).
المسلسل من بطولة آنا ساواي، كيرسي كليمونز، رين واتابي، ماري ياماموتو، أندرس هولم، جو تيبيت وإليسا لاسوسكي، إلى جانب وايت راسل وكورت راسل في الدور المشترك لي شو. تم عرض المسلسل لأول مرة على أبل تي في + في 17 نوفمبر 2023 وتلقى تعليقات إيجابية من النقاد. تم تحديد موسم ثانٍ لإصدار 2024-2025.

## طاقم التمثيل

### الرئيسي
- آنا ساواي بدور كيت راندا.[2]
- رين واتابي بدور كينتارو راندا.[2]
- كيرسي كليمونس بدور ماي.[2]
- ماري ياماموتو بدور كيكو.[2]
- أندرس هولم في دور بيل راندا.[2]
- جون غودمان في دور راندا الأكبر سنًا.[2]
- جو تيبيت بدور تيم.[2]
- إليسا لاسوسكي في دور دوفال.[2]
- كيرت راسل في دور لي شو.[3][4]
- وايت راسل في دور لي شو الشاب.[3][4]

### الضيوف
- تاكيهيرو هيرا بدور هيروشي راندا.
- كيوكو كودو في دور إميكو راندا.
- تاملين توميتا في دور كارولين راندا،.
- كريستوفر هايردال في دور الجنرال باكيت.
- بروس بايك بدور دو هو.
- ميريلي تايلور في دور ناتاليا فيردوغو.
- جيس سالجويرو في دور الدكتور بارنز.

## التسويق
في أغسطس 2023، أصدرت شركة أبل صور النظرة الأولى، والتي تحمل الآن رسميًا عنوان العاهل: تراث الوحوش. تم إصدار الإعلان التشويقي والمزيد من الصور في 8 سبتمبر 2023. ظهر المقطع الدعائي الأول لأول مرة في نيويورك كوميك كون 2023، وتم الكشف عن الملصق الرسمي.